# Procapra przewalskii
La gazzella di Przewalski (Procapra przewalskii) è un membro della famiglia dei Bovidi endemica della Cina.

## Descrizione
La colorazione di questo animale è bruno-giallastra con macchie bianche sulla groppa. La lunghezza del corpo è di 100 cm, quella della coda 7-10 cm e il suo peso si aggira intorno ai 21-32 kg. Le corna, con le punte incurvate verso l'interno, sono presenti solo nei maschi.

## Distribuzione e habitat
Una volta era molto diffusa ma ora il suo areale si è ridotto a 4 popolazioni nelle vicinanze del lago Qinghai.
Abita le aree pianeggianti, i bacini tra le montagne e le zone semidesertiche intorno ai laghi.

## Etologia
La dieta principale è composta da carici, erba e da altre piante. Solitamente si spostano in gruppi di circa 10 esemplari, che diventano molto più grandi d'inverno, quando le condizioni si fanno più estreme. Da maggio a giugno nasce un solo piccolo per figliata.

## Conservazione
I pericoli che minacciano questa specie sono molti. Competono per i pascoli con il bestiame domestico, il loro habitat si è ridotto notevolmente a causa dello sviluppo degli insediamenti umani e inoltre la frammentazione e la recinzione dei pascoli hanno impedito le migrazioni per la ricerca di pascoli migliori. Criticamente minacciate, ne rimangono solamente 250 esemplari e negli ultimi anni è stato stimato un declino del 25%. Devono venir prese delle misure di conservazione per scongiurare l'estinzione di questa specie.